# Pedro González González
Pedro González González (24 de mayo de 1925 - Culver City, 6 de febrero de 2006) fue un actor mexicano-estadounidense.
Con sólo siete años sus padres lo pusieron a trabajar como actor-humorista para deleitar a los grupos de trabajadores en las horas de descanso. Analfabeto durante toda su vida, su esposa le leía los guiones y él los memorizaba. En 1953 trabajó en un programa de televisión junto a Groucho Marx, impactando a John Wayne que lo contrató para su productora inmediatamente y con quien trabajó en varias películas, destacando Río Bravo.